# Placa de l'Explorador

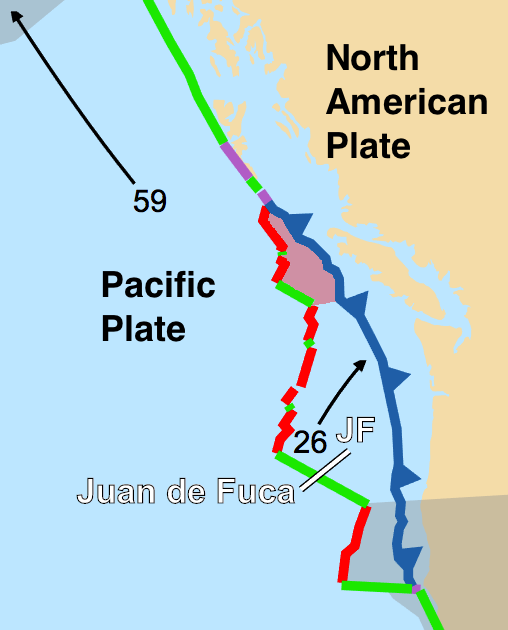
Mapa de localització de la placa de l'Explorador

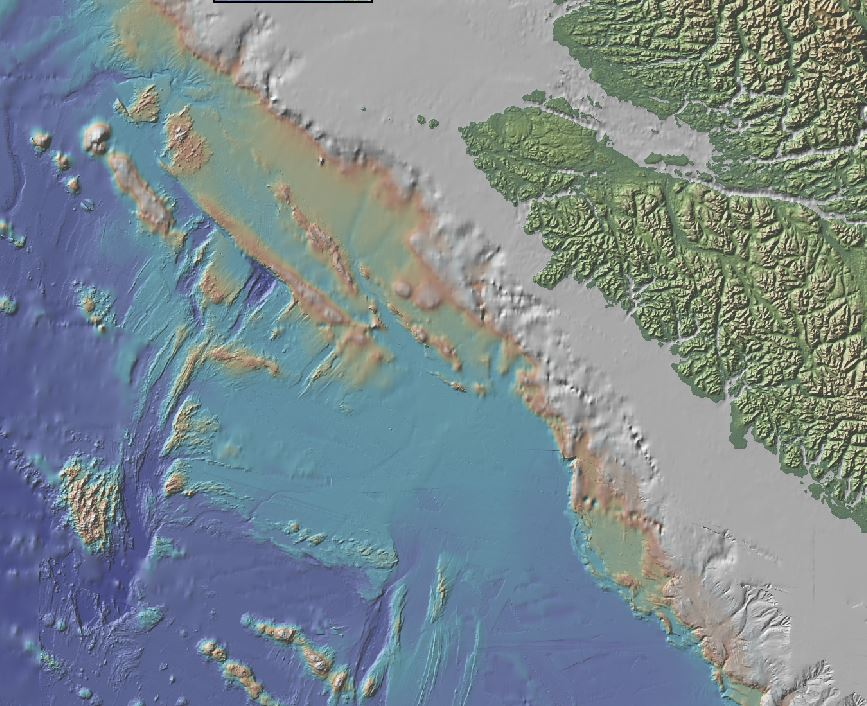
Batimetria de l'àrea de la placa de l'Explorador

La placa de L'Explorador és una microplaca tectònica oceànica al Pacífic, situada davant de la costa oest de l'illa de Vancouver (Canadà). Aquesta placa subdueix, en part, sota la placa nord-americana. Com les plaques de Juan de Fuca i Gorda, la placa de l'Explorador és una resta de l'antiga placa de Farallon, que ha estat subduïda sota la placa Nord-americana.  A la banda sud, la profunditat mitjana de la placa de l'Explorador s'acosta als 2.400 metres i s'aixeca per la banda nord entre 1.400 i 2.200 m. de profunditat.

## Formació
La placa de l'Explorador es va separar de la placa de Juan de Fuca ara fa aproximadament 4 milions d'anys. Amb la separació, la placa de Juan De Fuca s'anà movent cap al nord-est a una velocitat aproximada de 26 mm/any, mentre que la velocitat de la placa de l'Explorador va ser menor i en direcció cap al nord a 20 mm/any. Entre ambdues plaques hi ha la zona de fallament de Nootka i la fractura de Sovanco que produeixen talls entre les plaques i que, un cop fracturades i alliberades, prenen un gir en sentit horari i es desplacen cap al nord. Aquest fet comporta l'alentiment de la subducció de la placa de l'Explorador sota la Nord-americana.

### Evolució previsible
Hi ha debat científic sobre el procés de subducció de la placa de l'Explorador i la definició exacta del límit entre aquesta placa i la placa Nord-americana. Per a alguns geòlegs, la placa de l'Explorador s'ha quedat aturada i pot arribar a ser fusionada, o bé engolida, per la placa Nord-americana. Altres proposen que la placa de l'Explorador consta de dues parts, amb una part que es fusiona amb la placa nord-americana i una altra que continua dins el sistema de microplaques. També s'infereix que la placa de l'explorador ha alentit la seva velocitat i continuarà fins que la placa sencera estigui subduïda.